# Загорська Весь
Загорська Весь (словац. Záhorská Ves) — село, громада округу Малацки, Братиславський край, південно-західна Словаччина, регіон Загоріє. Кадастрова площа громади — 276,52 км².
Населення 1875 осіб (станом на 31 грудня 2017 року).

## Історія
Загорська Весь згадується в 1557 році.